# Rivolta della peste di Mosca del 1771

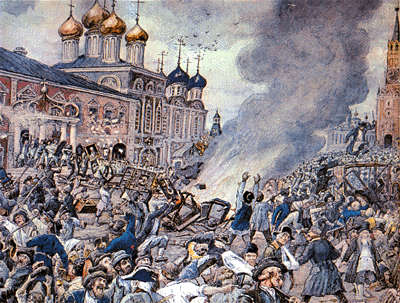
Rivolta della peste di Mosca, 1771

La rivolta della peste (in russo Чумной бунт?, Chumnoy bunt) fu una rivolta a Mosca tra il 15 e il 17 settembre del 1771, causata da uno scoppio di peste bubbonica.

## Storia

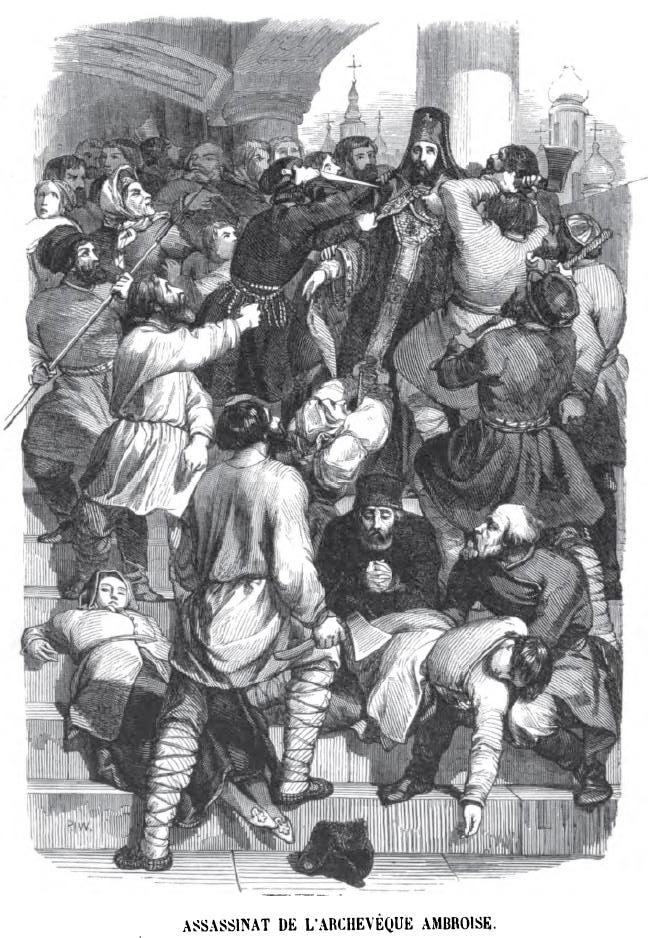
L'assassinio dell'arcivescovo Ambrosius. Incisione di Charles Michel Geoffroy, 1845

I primi sintomi della peste a Mosca si manifestarono verso la fine del 1770, per poi trasformarsi in una grave epidemia nella primavera del 1771. Le misure adottate dalle autorità, come l'istituzione di quarantene forzate, la distruzione di proprietà contaminate senza indennizzo e la chiusura di bagni pubblici, causarono paura e rabbia tra i cittadini. L'economia della città fu paralizzata perché molte fabbriche, mercati, negozi ed edifici amministrativi furono chiusi. Tutto ciò fu seguito da una grave carenza di cibo, che causò un ulteriore deterioramento delle condizioni di vita della maggior parte dei moscoviti, mentre i dvoryane (nobiltà russa) e i cittadini benestanti abbandonarono Mosca.
Le prime proteste contro le misure adottate ebbero luogo il 29 agosto e il 1º settembre in un quartiere di Lefortovo. Già all'inizio di settembre circolavano voci di una rivolta imminente. Il tentativo dell'arcivescovo Ambrogio di Mosca di impedire ai cittadini di radunarsi presso l'icona della Vergine Maria di Bogolyubovo a Kitai-gorod come misura di quarantena fu la causa immediata della rivolta. Il 15 settembre, al suono della campana d'allarme, enormi folle di moscoviti cominciarono a riversarsi verso la Piazza Rossa. Dopo aver respinto un reparto militare, irruppero nel Cremlino e distrussero il monastero di Chudov. L'arcivescovo Ambrogio riuscì a fuggire nel monastero di Donskoy.
Il 16 settembre la rivolta si intensificò. I cittadini infuriati conquistarono il monastero di Donskoy, uccisero l'arcivescovo Ambrogio e distrussero due zone di quarantena (il monastero di Danilov e quello oltre le porte di Serpukhov). Nel pomeriggio, la maggior parte dei ribelli si avvicinò al Cremlino, dove furono accolti da numerose unità militari. La folla chiese la resa del tenente generale Pyotr Yeropkin, che aveva supervisionato gli affari di Mosca dopo la partenza di Pyotr Saltykov. Non appena i moscoviti tentarono di attaccare le porte Spasskiye del Cremlino, l'esercito aprì il fuoco, disperdendo la folla e catturando alcuni ribelli. La mattina del 17 settembre, circa 1000 persone si radunarono nuovamente alle porte di Spasskiye, chiedendo il rilascio dei ribelli catturati e l'abolizione delle quarantene. L'esercito riuscì ancora una volta a disperdere la folla e infine a sedare la rivolta. Circa 300 persone furono portate a processo. Il 26 settembre una commissione governativa presieduta da Grigory Orlov venne inviata a Mosca per ristabilire l'ordine. La commissione prese alcune misure contro la peste e fornì lavoro e cibo ai cittadini, migliorò i servizi durante le quarantene, pose fine agli incendi di proprietà, riaprì i bagni pubblici, autorizzò il commercio, aumentò le consegne di cibo e organizzò lavori pubblici. Contemporaneamente, fu impegnata a perseguire coloro che avevano preso parte alla rivolta della peste. Quattro di loro furono giustiziati; 165 adulti e dodici adolescenti furono sottoposti a punizione. Con l'arrivo del freddo, l'epidemia cominciò a placarsi. Circa 200.000 persone morirono a Mosca e nei suoi dintorni durante la peste.
Per ordine di Caterina la Grande, un esecutore tagliò la lingua dalla campana della chiesa che venne usata per far scattare l'allarme. Per oltre trent'anni la campana silenziosa rimase appesa al campanile. Infine, nel 1803, venne rimossa e inviata all'Arsenale e, nel 1821, all'Armeria del Cremlino.